# Roberta Vinciová

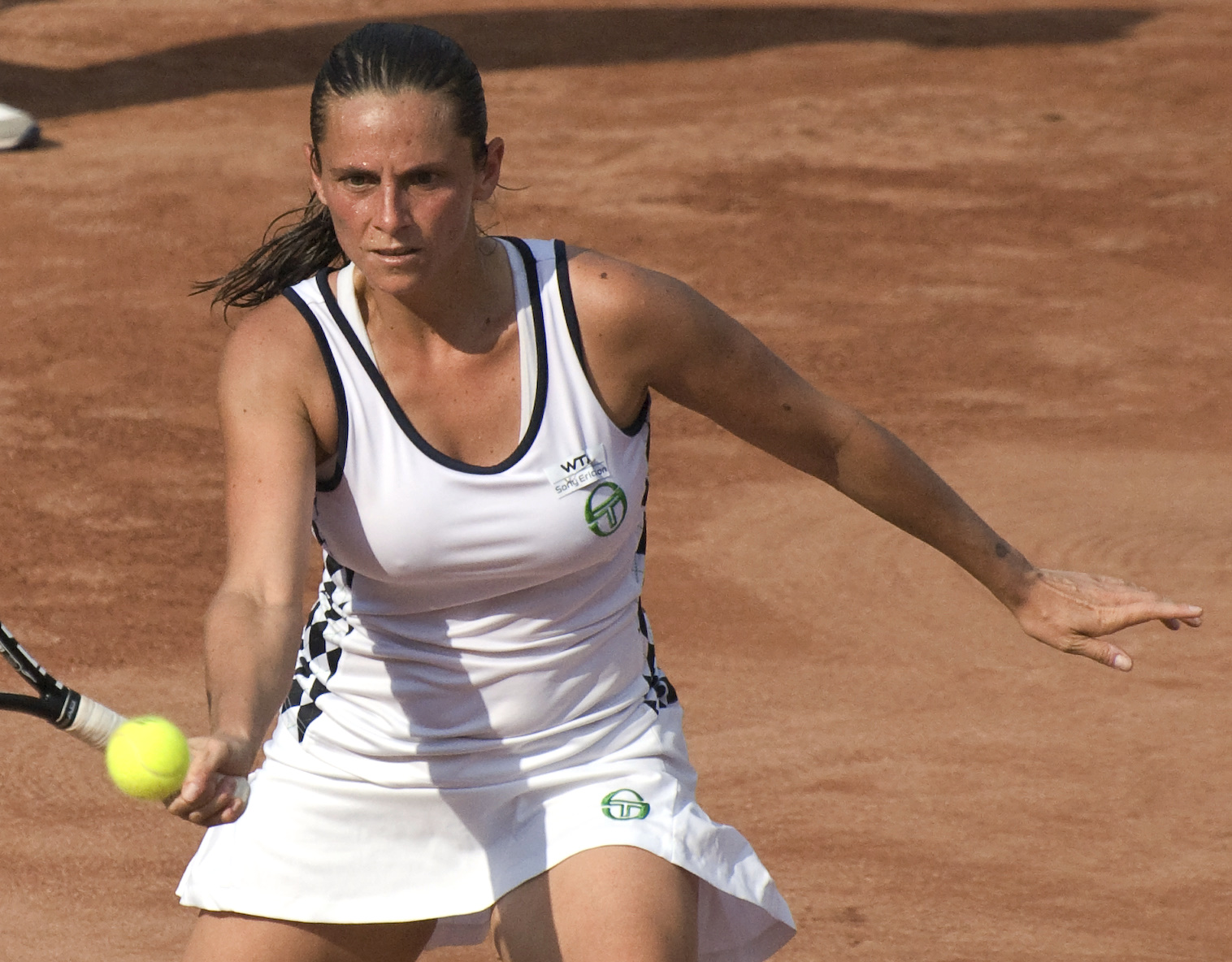
Vinciová na budapešťském turnaji, 2011

Roberta Vinciová, vlastním jménem Roberta Vinci (* 18. února 1983 Taranto) je bývalá italská profesionální tenistka a světová jednička ve čtyřhře, když na této pozici od zavedení světové klasifikace strávila 110 týdnů, což představuje 7. nejdelší období. Na okruhu WTA vyhrála deset turnajů ve dvouhře a dvacet pět ve čtyřhře. V rámci okruhu ITF získala devět titulů ve dvouhře a deset ve čtyřhře.
Na nejvyšší grandslamové úrovni si zahrála finále ženské dvouhry US Open 2015, v němž podlehla o rok starší krajance Flavii Pennettaové ve dvou setech.
V roce 2012 se s krajankou Sarou Erraniovou probojovaly do finále ženské čtyřhry na Australian Open, v němž podlehly Kuzněcovové a Zvonarevové. Na pařížském French Open 2012 společně vyhrály první grandslam kariéry v soutěži ženské čtyřhry. Na US Open 2012 pak obě získaly druhý deblový titul, díky němuž se poprvé posunula na druhou příčku světové klasifikace ve čtyřhře. Na Turnaji mistryň 2012 a 2013 skončila v semifinále čtyřhry. V ženské čtyřhře Australian Open 2013 a 2014 přidala další dvě výhry. Kariérní grandslam v ženském deblu pak s Erraniovou zkompletovala triumfem ve Wimbledonu 2014.
Na žebříčku WTA byla ve dvouhře nejvýše klasifikována v květnu 2016 na 7. místě a ve čtyřhře pak v říjnu 2012 na 1. místě. Do první desítky dvouhry premiérově pronikla 22. února 2016, kdy figurovala na 10. příčce. Ve 33 letech a 4 dnech věku se tak stala nejstarší debutantkou v Top 10 od zavedení žebříčku v roce 1975, a celkově čtvrtou Italkou v této elitní skupině. Trénuje ji Francesco Cina.
Itálii reprezentovala na athénských Letních olympijských hrách 2004 ve čtyřhře spolu s Garbinovou. Pár skončil ve druhém kole. Na dalších Hrách XXIX. olympiády 2008 v Pekingu startovala v ženské čtyřhře s krajankou Santangelovou. V úvodním kole je vyřadil první nasazený pár Safinová a Kuzněcovová. Na londýnských hrách 2012 podlehla v úvodní fázi singlu Clijstersové a ve čtyřhře skončily s Erraniovou ve čtvrtfinále.
V italském fedcupovém týmu debutovala v roce 2001 dubnovou baráží o Světovou skupinu proti Chorvatsku, v níž po boku Pizzichiniové zaznamenala výhru ve čtyřhře. V soutěži nastoupila k 24 mezistátním utkáním s bilancí 5–7 ve dvouhře a 18–1 ve čtyřhře. V letech 2006, 2009, 2010 a 2013 Fed Cup vyhrála.
Spolu s Erraniovou se v sezónách 2012 a 2013 se staly nejlepším deblovým párem roku a také mistryněmi světa ITF ve čtyřhře.

## Tenisová kariéra
Tenis začala hrát v sedmi letech.
S krajankou Flavií Pennettaovou získala deblový titul na juniorce French Open 1999. Premiérovou účast v hlavní soutěži na Grand Slamu zaznamenala na newyorském US Open 2001, kde v úvodním kole prohrála s Martinou Suchou.
Debutová výhra na okruhu WTA přišla v únoru 2001, když s Francouzkou Sandrine Testudovou získaly deblový titul na Qatar Ladies Open. Se stejnou spoluhráčkou prošly do semifinále čtyřhry na French Open 2004.
V sezóně 2005 dokázala ve čtvrtfinále eastbournského turnaje Hastings Direct International Championships porazit bývalou světovou dvojku Anastasii Myskinovou. První singlový titul kariéry získala v únoru 2001 na bogotském turnaji, když ve finále zdolala nejvýše nasazenou krajanku Tathianu Garbinovou. V rozhodujícím dějství, kdy prohrávala 0–3 na gamy, zápas soupeřka skrečovala.
Na antuce katalánského Barcelona Ladies Open vyhrála dvouhru v letech 2009 a 2011, V prvním případě v boji o titul porazila ruskou tenistku Marii Kirilenkovou a ve druhém pak Češku Lucii Hradeckou, V roce 2010 na tomto turnaji ve finále podlehla Italce Francesce Schiavoneové. Mimoto si z této události v letech 2010 a 2012 se Sarou Erraniovou připsala dvě vítězství ve čtyřhře. V sezóně 2010 také triumfovala na BGL Luxembourg Open, když ve finále přehrála německou tenistku Julii Görgesovou.

### 2012

#### Čtyřhra se Sarou Erraniovou
Roberta Vinciová nastupovala celou sezónu se stabilní partnerkou Sarou Erraniovou, s níž zaznamenala strmý vzestup, když vyhrály osm turnajů, včetně dvou grandslamů. Vyrovnané výkony v průběhu celého roku se odrazily v žebříčkovém postavení. Obě hráčky se v závěrečné fázi okruhu postupně staly světovými jedničkami ve čtyřhře, když Vinciová na této pozici vystřídala Erraniovou.

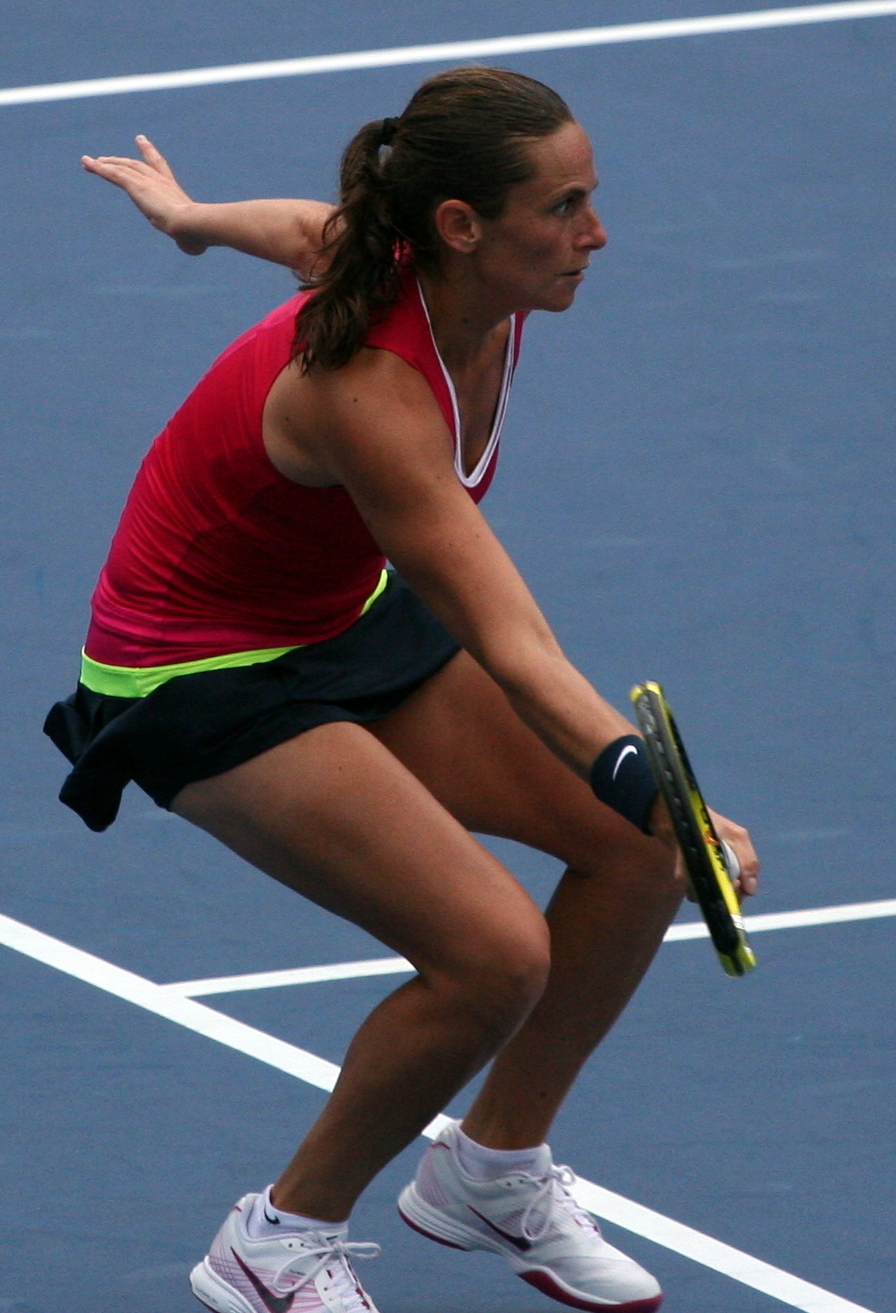
Během US Open 2012

Premiérový titul sezóny si připsaly v únoru na mexickém Monterrey Open po finálové výhře nad zkušeným japonsko-čínským párem Kimiko Dateová a Čang Šuaj. Na druhou výhru dosáhly následující týden na acapulském Abierto Mexicano Telcel, když si v boji o titul poradily se španělskou dvojicí Lourdes Domínguezová Linová a Arantxa Parraová Santonjaová po hladkém průběhu. V dubnu pak triumfovaly na evropské antuce během Barcelona Ladies Open, kde si bez problémů poradily s krajankami Flavií Pennettaovou a Francescou Schiavoneovou jednoznačným výsledkem.
Poté zaznamenaly sérii čtyř turnajových výher v řadě a pokaždé se v boji o titul utkaly s ruskými soupeřkami. Šňůra začala v polovině května na modré antuce Mutua Madrid Open, kde zdolaly dvojici Jekatěrina Makarovová a Jelena Vesninová. O týden později se všechny hráčky potkaly ve finále římského Internazionali BNL d'Italia, opět s vítězným koncem pro Italky. Premiérovým grandslamovým vítězstvím se stalo pařížské Roland Garros, kde rozhodující bitvu, sehrály proti páru Maria Kirilenková a Naděžda Petrovová. Na vítězné vlně se udržely i v dalším turnaji UNICEF Open, kde na jejich raketách zůstaly ve finále znovu Kirilenková s Petrovovou po těsné bitvě. Druhou grandslamovou trofej si přivezly z newyorského US Open, na němž ve finále nedaly šanci Češkám Andree Hlaváčkové a Lucii Hradecké. V polovině října se stala po Pennettaové a Erraniové třetí Italkou v historii, která dosáhla na čelo světové klasifikace.
Dvakrát v sezóně odešly jako poražené finalistky, a pokaždé se jejich přemožitelkami staly ruské tenistky. Nejdříve nestačily na lednovém Australian Open na pár Světlana Kuzněcovová a Věra Zvonarevová ve třech sadách. Na březnovém Miami Masters je zdolaly také Kirilenková s Petrovovou, když o osudu utkání rozhodly až v závěrečném supertiebreaku.

### 2013

#### Čtyřhra: Světovou jedničkou po všechny týdny roku

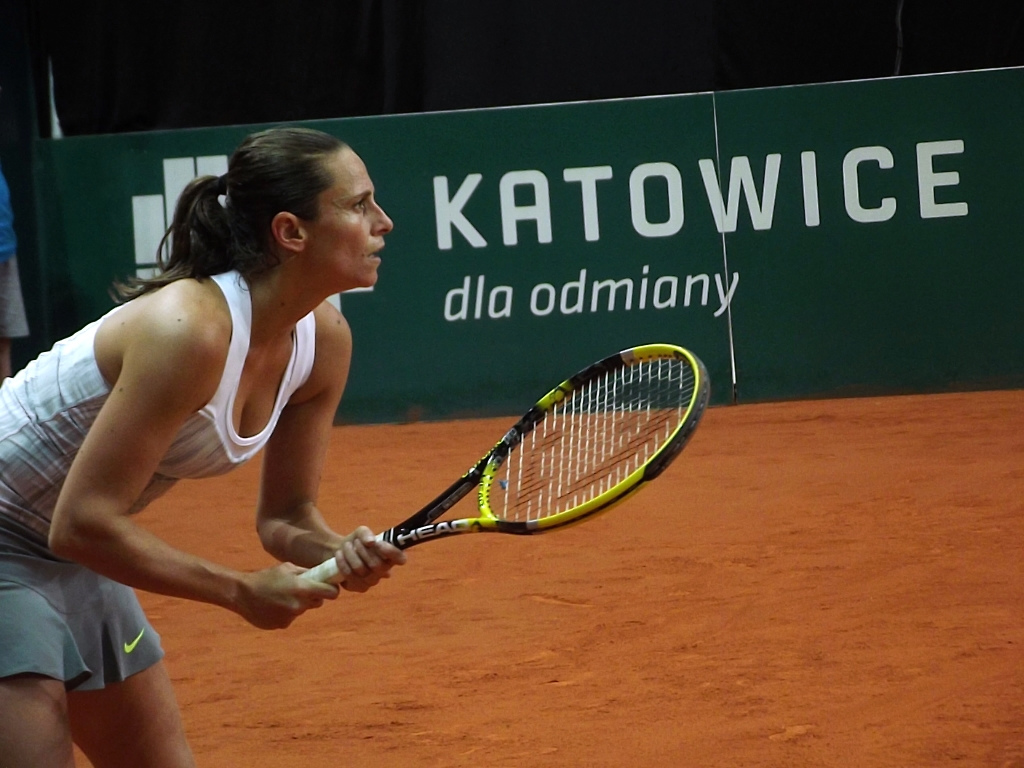
Vinciová na Katowice Open 2013, kde slavila singlový titul

V celé deblové sezóně pokračovala ve spolupráci s krajankou Sarou Erraniovou.
Italky si první finále zahrály na lednovém Apia International Sydney, kde podlehly páru Petrovová a Srebotniková. Poté pokračovaly ve 20zápasové neporazitelnosti během níž získaly třetí grandslamový titul na Australian Open, když ve finále zdolaly mladou australskou dvojici Bartyová a Dellacquová. Vítězná šňůra pokračovala únorovými trofejemi z pařížského Open GDF Suez, kde v boji o titul přehrály česko-americký pár Hlaváčková a Huberová, a poté výhrou na Qatar Total Open po výhře nad Petrovovou se Srebotnikovou.
Probojovaly se také do dvou finále navazujících antukových událostí, z nichž odešly poraženy. Na římském Internazionali BNL d'Italia nestačily na tchajwansko-čínskou dvojici Sie Šu-wej a Pcheng Šuaj, a poté nezvládly poslední utkání čtyřhry na majoru French Open, kde je zastavily ruské hráčky Makarovová s Vesninovou.
Druhý rok za sebou plnily roli světových jedniček na Turnaji mistryň 2013 a podruhé nepřešly semifinálovou fázi, když je vyřadil ruský pár Jelena Vesninová a Jekatěrina Makarovová.

### 2018
Po oznámení úmyslu ukončit na Italian Open profesionální kariéru se Vinciová objevovala na kurtech zřídkakdy. Poslední zápas sehrála v úvodním kole Italian Open, kde prohrála s Aleksandrou Krunićovou ve třech setech. Ke skončení kariéry řekla: „Teď brečím, ale jsem šťastná, šťastná z toho, co jsem dosáhla“.

## Finále na Grand Slamu

### Ženská dvouhra: 1 (0–1)
| Stav       | Rok  | Turnaj  | Povrch | Soupeřka ve finále | Výsledek      |
| ---------- | ---- | ------- | ------ | ------------------ | ------------- |
| Finalistka | 2015 | US Open | tvrdý  | Flavia Pennettaová | 6–7(4–7), 2–6 |

### Ženská čtyřhra: 8 (5–3)
| Stav       | Rok  | Turnaj          | Spoluhráčka    | Soupeřky ve finále                     | Výsledek      |
| ---------- | ---- | --------------- | -------------- | -------------------------------------- | ------------- |
| Vítězka    | 2012 | French Open     | Sara Erraniová | Maria Kirilenková Naděžda Petrovová    | 4–6, 6–4, 6–2 |
| Finalistka | 2012 | Australian Open | Sara Erraniová | Světlana Kuzněcovová Věra Zvonarevová  | 7–5, 4–6, 3–6 |
| Vítězka    | 2012 | US Open         | Sara Erraniová | Andrea Hlaváčková Lucie Hradecká       | 6–4, 6–2      |
| Vítězka    | 2013 | Australian Open | Sara Erraniová | Ashleigh Bartyová Casey Dellacquová    | 6–2, 3–6, 6–2 |
| Finalistka | 2013 | French Open     | Sara Erraniová | Jekatěrina Makarovová Jelena Vesninová | 5–7, 2–6      |
| Vítězka    | 2014 | Australian Open | Sara Erraniová | Jekatěrina Makarovová Jelena Vesninová | 6–4, 3–6, 7–5 |
| Finalistka | 2014 | French Open     | Sara Erraniová | Pcheng Šuaj Sie Šu-wej                 | 4–6, 1–6      |
| Vítězka    | 2014 | Wimbledon       | Sara Erraniová | Tímea Babosová Kristina Mladenovicová  | 6–1, 6–3      |

## Finále na okruhu WTA
| Legenda                                          |
| ------------------------------------------------ |
| D – dvouhra; Č – čtyřhra                         |
| Grand Slam (0–1 D; 5–3 Č)                        |
| Turnaj mistryň (0–0)                             |
| Tier I / Premier Mandatory & Premier 5 (5–7 Č)   |
| Tier II / Premier (1–0 D; 2–4 Č)                 |
| Tier III, IV & V / International (9–4 D; 13–4 Č) |

### Dvouhra: 15 (10–5)
| Stav       | Č.  | Datum             | Turnaj                           | Povrch     | Soupeřka ve finále     | Výsledek              |
| Vítězka    | 1.  | 25. února 2007    | Bogotá, Kolumbie                 | antuka     | Tathiana Garbinová     | 6–7(5), 6–4, 0–3skreč |
| Vítězka    | 2.  | 19. dubna 2009    | Barcelona, Španělsko             | antuka     | Maria Kirilenková      | 6–0, 6–4              |
| Finalistka | 1.  | 17. dubna 2010    | Barcelona, Španělsko             | antuka     | Francesca Schiavoneová | 6–1, 6–1              |
| Vítězka    | 3.  | 24. října 2010    | Lucemburk, Lucembursko           | tvrdý (h)  | Julia Görgesová        | 6–3, 6–4              |
| Vítězka    | 4.  | 30. dubna 2011    | Barcelona, Španělsko (2)         | antuka     | Lucie Hradecká         | 4–6, 6–2, 6–4         |
| Vítězka    | 5.  | 18. června 2011   | 's-Hertogenbosch, Nizozemí       | tráva      | Jelena Dokićová        | 6–7(7), 6–3, 7–5      |
| Vítězka    | 6.  | 10. července 2011 | Budapešť, Maďarsko               | antuka     | Irina-Camelia Beguová  | 6–4, 1–6, 6–4         |
| Vítězka    | 7.  | 26. srpna 2012    | Dallas, Spojené státy            | tvrdý      | Jelena Jankovićová     | 7–5, 6–3              |
| Vítězka    | 8.  | 15. dubna 2013    | Katovice, Polsko                 | antuka (h) | Petra Kvitová          | 7–6(7–2), 6–1         |
| Vítězka    | 9.  | 14. července 2013 | Palermo, Itálie                  | antuka     | Sara Erraniová         | 6–3, 3–6, 6–3         |
| Finalistka | 2.  | 13. července 2014 | Bukurešť, Rumunsko               | antuka     | Simona Halepová        | 1–6, 3–6              |
| Finalistka | 3.  | 20. července 2014 | Istanbul, Turecko                | tvrdý      | Caroline Wozniacká     | 1–6, 1–6              |
| Finalistka | 4.  | 23. května 2015   | Norimberk, Německo               | antuka     | Karin Knappová         | 6–7(5–7), 6–4, 1–6    |
| Finalistka | 5.  | 12. září 2015     | US Open, New York, Spojené státy | tvrdý      | Flavia Pennettaová     | 6–7(4–7), 2–6         |
| Vítězka    | 10. | 14. února 2016    | Petrohrad, Rusko                 | tvrdý (h)  | Belinda Bencicová      | 6–4, 6–3              |

### Čtyřhra: 43 (25–18)
| stav       | č.  | datum             | turnaj                                    | povrch         | spoluhráčka                   | soupeřka ve finále                                        | výsledek              |
| ---------- | --- | ----------------- | ----------------------------------------- | -------------- | ----------------------------- | --------------------------------------------------------- | --------------------- |
| Vítězka    | 1.  | 18. února 2001    | Dauhá, Katar                              | tvrdý          | Sandrine Testudová            | Miriam Oremansová Kristie Boogertová                      | 7–5, 7–6(7–4)         |
| Finalistka | 1.  | 21. října 2001    | Curych, Švýcarsko                         | tvrdý          | Sandrine Testudová            | Lisa Raymondová Lindsay Davenportová                      | 3–6, 6–2, 2–6         |
| Finalistka | 2.  | 3. února 2002     | Tokio, Japonsko                           | koberec        | Els Callensová                | Rennae Stubbsová Lisa Raymondová                          | 1–6, 1–6              |
| Finalistka | 3.  | 23. února 2002    | Dubaj, SAE                                | tvrdý          | Sandrine Testudová            | Maria Ventová Barbara Rittnerová                          | 3–6, 2–6              |
| Vítězka    | 2.  | 25. září 2005     | Portorož, Slovinsko                       | tvrdý          | Anabel Medinaová Garriguesová | Katarina Srebotniková J. Kostanić Tošić                   | 6–4, 5–7, 6–2         |
| Vítězka    | 3.  | 13. ledna 2006    | Canberra, Austrálie                       | tvrdý          | Marta Domachowská             | Līga Dekmeijereová Claire Curranová                       | 7–6(7–5), 6–3         |
| Finalistka | 4.  | 25. února 2007    | Bogotá, Kolumbie                          | antuka         | Flavia Pennettaová            | Paola Suárezová Lourdes Domínguezová                      | 6–1, 3–6, [9–11]      |
| Finalistka | 5.  | 13. května 2007   | Berlín, Německo                           | antuka         | Tathiana Garbinová            | Samantha Stosurová Lisa Raymondová                        | 3–6, 4–6              |
| Finalistka | 6.  | 20. května 2007   | Řím, Itálie                               | antuka         | Tathiana Garbinová            | Mara Santangelová Nathalie Dechyová                       | 4–6, 1–6              |
| Finalistka | 7.  | 27. února 2010    | Acapulco, Mexiko                          | antuka         | Sara Erraniová                | Polona Hercogová B. Záhlavová-Strýcová                    | 6–2, 1–6, [2–10]      |
| Vítězka    | 4.  | 11. dubna 2010    | Marbella, Španělsko                       | antuka         | Sara Erraniová                | Marija Kondratěvová Jaroslava Švedovová                   | 6–4, 6–2              |
| Vítězka    | 5.  | 17. dubna 2010    | Barcelona, Španělsko                      | antuka         | Sara Erraniová                | Timea Bacsinszká Tathiana Garbinová                       | 6–1, 3–6, [10–2]      |
| Vítězka    | 6.  | 15. ledna 2011    | Hobart, Austrálie                         | tvrdý          | Sara Erraniová                | Kateryna Bondarenková Līga Dekmeijereová                  | 6–3, 7–5              |
| Vítězka    | 7.  | 13. února 2011    | Pattaya City, Thajsko                     | tvrdý          | Sara Erraniová                | Sun Šeng-nan Čeng Ťie                                     | 3–6, 6–3, [10–5]      |
| Finalistka | 8.  | 10. dubna 2011    | Marbella, Španělsko                       | antuka         | Sara Erraniová                | Nuria Llagosteraová Vivesová Arantxa Parraová Santonjaová | 6–3, 4–6, [5–10]      |
| Finalistka | 9.  | 12. června 2011   | Birmingham, Spojené království            | tráva          | Sara Erraniová                | Olga Govorcovová Alla Kudrjavcevová                       | 6–1, 1–6, [5–10]      |
| Vítězka    | 8.  | 17. července 2011 | Palermo, Itálie                           | antuka         | Sara Erraniová                | Andrea Hlaváčková Klára Zakopalová                        | 7–5, 6–1              |
| Finalistka | 10. | 27. srpna 2011    | New Haven, Spojené státy                  | tvrdý          | Sara Erraniová                | Čuang Ťia-žung Olga Govorcovová                           | 5–7, 2–6              |
| Finalistka | 11. | 26. ledna 2012    | Australian Open, Melbourne, Austrálie     | tvrdý          | Sara Erraniová                | Světlana Kuzněcovová Věra Zvonarevová                     | 7–5, 4–6, 3–6         |
| Vítězka    | 9.  | 26. února 2012    | Monterrey, Mexiko                         | tvrdý          | Sara Erraniová                | Kimiko Date Krumm Čang Šuaj                               | 6–2, 7–6(8–6)         |
| Vítězka    | 10. | 4. března 2012    | Acapulco, Mexiko                          | antuka         | Sara Erraniová                | Lourdes Domínguezová Linová Arantxa Parraová Santonjaová  | 6–2, 6–1              |
| Finalistka | 12. | 31. března 2012   | Miami, Spojené státy                      | tvrdý          | Sara Erraniová                | Maria Kirilenková Naděžda Petrovová                       | 6–7(0–7), 6–4, [4–10] |
| Vítězka    | 11. | 15. dubna 2012    | Barcelona, Španělsko (2)                  | antuka         | Sara Erraniová                | Flavia Pennettaová Francesca Schiavoneová                 | 6–0, 6–2              |
| Vítězka    | 12. | 13. května 2012   | Madrid, Španělsko                         | antuka (modrá) | Sara Erraniová                | Jekatěrina Makarovová Jelena Vesninová                    | 6–1, 3–6, [10–4]      |
| Vítězka    | 13. | 20. května 2012   | Řím, Itálie                               | antuka         | Sara Erraniová                | Jekatěrina Makarovová Jelena Vesninová                    | 6–2, 7–5              |
| Vítězka    | 14. | 8. června 2012    | French Open, Paříž, Francie               | antuka         | Sara Erraniová                | Maria Kirilenková Naděžda Petrovová                       | 4–6, 6–4, 6–2         |
| Vítězka    | 15. | 23. června 2012   | 's-Hertogenbosch, Nizozemsko              | tráva          | Sara Erraniová                | Maria Kirilenková Naděžda Petrovová                       | 6–4, 3–6, [11–9]      |
| Vítězka    | 16. | 9. září 2012      | US Open, New York, Spojené státy          | tvrdý          | Sara Erraniová                | Andrea Hlaváčková Lucie Hradecká                          | 6–4, 6–2              |
| Finalistka | 13. | 11. ledna 2013    | Sydney, Austrálie                         | tvrdý          | Sara Erraniová                | Naděžda Petrovová Katarina Srebotniková                   | 3–6, 4–6              |
| Vítězka    | 17. | 24. ledna 2013    | Australian Open, Melbourne, Austrálie     | tvrdý          | Sara Erraniová                | Ashleigh Bartyová Casey Dellacquová                       | 6–2, 3–6, 6–2         |
| Vítězka    | 18. | 3. února 2013     | Paříž, Francie                            | tvrdý (h)      | Sara Erraniová                | Andrea Hlaváčková Liezel Huberová                         | 6–1, 6–1              |
| Vítězka    | 19. | 17. února 2013    | Dauhá, Katar                              | tvrdý          | Sara Erraniová                | Naděžda Petrovová Katarina Srebotniková                   | 2–6, 6–3, [10–6]      |
| Finalistka | 14. | 19. května 2013   | Řím, Itálie                               | antuka         | Sara Erraniová                | Sie Šu-wej Pcheng Šuaj                                    | 6–4, 3–6, [8–10]      |
| Finalistka | 15. | 9. června 2013    | French Open, Paříž, Francie               | antuka         | Sara Erraniová                | Jekatěrina Makarovová Jelena Vesninová                    | 5–7, 2–6              |
| Finalistka | 16. | 10. ledna 2014    | Sydney, Austrálie                         | tvrdý          | Sara Erraniová                | Tímea Babosová Lucie Šafářová                             | 5–7, 6–3, [7–10]      |
| Vítězka    | 20. | 24. února 2014    | Australian Open, Melbourne, Austrálie (2) | tvrdý          | Sara Erraniová                | Jekatěrina Makarovová Jelena Vesninová                    | 6–4, 3–6, 7–5         |
| Vítězka    | 21. | 27. dubna 2014    | Stuttgart, Německo                        | antuka         | Sara Erraniová                | Cara Blacková Sania Mirzaová                              | 6–2, 6–3              |
| Vítězka    | 22. | 10. května 2014   | Madrid, Španělsko (2)                     | antuka         | Sara Erraniová                | Garbiñe Muguruzaová Carla Suárezová Navarrová             | 6-4, 6-3              |
| Finalistka | 17. | 18. května 2014   | Řím, Itálie                               | antuka         | Sara Erraniová                | Květa Peschkeová Katarina Srebotniková                    | 0–4skreč              |
| Finalistka | 18. | 8. června 2013    | French Open, Paříž, Francie               | antuka         | Sara Erraniová                | Pcheng Šuaj Sie Šu-wej                                    | 4–6, 1–6              |
| Vítězka    | 23. | 9. července 2014  | Wimbledon, Londýn, Spojené království     | tráva          | Sara Erraniová                | Tímea Babosová Kristina Mladenovicová                     | 6–1, 6–3              |
| Vítězka    | 24. | 10. srpna 2014    | Montreal, Kanada                          | tvrdý          | Sara Erraniová                | Cara Blacková Sania Mirzaová                              | 7–6(7–4), 6–3         |
| Vítězka    | 25. | 10. ledna 2015    | Auckland, Nový Zéland                     | tvrdý          | Sara Erraniová                | Šúko Aojamová Renata Voráčová                             | 6–2, 6–1              |

## Finále soutěží družstev: 5 (4–1)
| Stav       | Č. | Datum                | Soutěž                          | Povrch    | Spoluhráčky                                                 | Finalistky                                                                      | Výsledek |
| ---------- | -- | -------------------- | ------------------------------- | --------- | ----------------------------------------------------------- | ------------------------------------------------------------------------------- | -------- |
| Vítězka    | 1. | 16.–17. září 2006    | Fed Cup Charleroi, Belgie       | tvrdý (h) | Flavia Pennettaová Francesca Schiavoneová Mara Santangelová | Justine Heninová Kirsten Flipkensová Caroline Maesová Leslie Butkiewiczová      | 3–2      |
| Finalistka | 1. | 15.–16. září 2007    | Fed Cup Moskva, Rusko           | tvrdý (h) | Flavia Pennettaová Francesca Schiavoneová Mara Santangelová | Světlana Kuzněcovová Anna Čakvetadzeová Naděžda Petrovová Jelena Vesninová      | 0–4      |
| Vítězka    | 2. | 7.–8. listopadu 2009 | Fed Cup Reggio Calabria, Itálie | antuka    | Flavia Pennettaová Francesca Schiavoneová Sara Erraniová    | Melanie Oudinová Alexa Glatchová Liezel Huberová Vania Kingová                  | 4–0      |
| Vítězka    | 3. | 6.–7. listopadu 2010 | Fed Cup San Diego, USA          | tvrdý (h) | Flavia Pennettaová Francesca Schiavoneová Sara Erraniová    | Melanie Oudinová Coco Vandewegheová Bethanie Mattek-Sands Liezel Huberová       | 3–1      |
| Vítězka    | 4. | 2.–3. listopadu 2013 | Fed Cup Cagliari, Itálie        | antuka    | Flavia Pennettaová Sara Erraniová Karin Knappová            | Alexandra Panovová Alisa Klejbanovová Irina Chromačovová Margarita Gasparjanová | 4–0      |

## Postavení na konečném žebříčku WTA

### Dvouhra
| Rok    | 1998 | 1999   | 2000   | 2001   | 2002   | 2003   | 2004   | 2005  | 2006   | 2007  | 2008  | 2009  | 2010  | 2011  | 2012  | 2013  | 2014  | 2015  | 2016  | 2017   |
| Pořadí | 639. | ▲ 409. | ▲ 324. | ▲ 172. | ▼ 182. | ▲ 116. | ▲ 115. | ▲ 41. | ▼ 102. | ▲ 63. | ▼ 83. | ▲ 64. | ▲ 38. | ▲ 23. | ▲ 16. | ▲ 14. | ▼ 49. | ▲ 15. | ▼ 18. | ▼ 111. |

### Čtyřhra
| Rok    | 2001 | 2002  | 2003   | 2004  | 2005  | 2006  | 2007  | 2008   | 2009  | 2010  | 2011  | 2012 | 2013 | 2014 | 2015  | 2016   | 2017 |
| Pořadí | 22.  | ▼ 33. | ▼ 100. | ▲ 25. | ▼ 74. | ▲ 72. | ▲ 49. | ▼ 220. | ▲ 82. | ▲ 40. | ▲ 26. | ▲ 1. | ▬ 1. | ▬ 1. | ▼ 60. | ▼ 187. | ▼ –  |